# Izsák Domokos
Izsák Domokos (Csehétfalva, 1895. november 5. – Bencéd, 1977. május 26.) erdélyi magyar parasztköltő, népi elbeszélő, országgyűlési képviselő.

## Életútja
Hat elemit végzett szülőfalujában, 1920-tól Bencéden gazdálkodott és a falu szószólójaként közéleti szerepre is vállalkozott: 1946–48-ban országgyűlési képviselő, az Magyar Népi Szövetség (MNSZ) parlamenti csoportjának tagja.
Tehetségére Gyallay Domokos figyelt fel, első versei a Magyar Népben jelentek meg 1927-ben; bevonták az Erdélyi Szemle baráti körébe is, tagja lett az ESZME csoportosulásnak. Tompa László biztatására elbeszélésekkel jelentkezett a Székely Közéletben.
Az 1950-es években regényírással próbálkozott: Nasztenyka című történelmi riportja és Zúgnak a kövek című székely népi regénye kéziratban maradt. Az 1970-es években újra felfedezték; riportjai és cikkei jelentek meg a Falvak Dolgozó Népében.

## Kötete
- Dalok erdőn, mezőn... (Tompa László bevezetőjével, Kolozsvár, 1935)